# Sky Eats Airplane
Sky Eats Airplane — американський електронікор/постгардкор-гурт із Форт-Ворта, штат Техас. Гурт підписав контракт з інді-лейблом Equal Vision Records і випустила однойменний повноформатний альбом на цьому лейблі в липні 2008 року. У березні 2012 року на офіційній фан-сторінці Sky Eats Airplane у Facebook з'явилася інформація про те, що в цьому році вийде нова музика SEA, хоча в листопаді стало відомо, що гурт, схоже, перебуває у невизначеній перерві.

## Історія

### 2005: заснування
Гурт Sky Eats Airplane був створений учнями середньої школи Арлінгтон Хайтс Бреком Кантреллом та Лі Даком з гурту Our First Fall. Вони покинули свій попередній гурт і почали писати важчу музику, експериментуючи з синтетичними бітами на фоні, швидко завоювавши прихильність слухачів.

### 2005–2006:Everything Perfect on the Wrong Dayі вихід Брека Кантрела
Після роботи над кількома демозаписами гурт привернув до себе увагу на Myspace. Вони почали працювати над дебютним альбомом Everything Perfect on the Wrong Day на початку 2006 року, використовуючи Propellerhead Reason, Adobe Audition і гітару. Протягом трьох місяців вони самостійно продюсували альбом із дев’яти треків. Sky Eats Airplane провели вечірку з нагоди виходу дебютного альбому в клубі The Door у Далласі, штат Техас, зібравши 125 осіб. Наприкінці 2006 року Брек покинув гурт, щоб зосередитися на сольній роботі та закінчити середню школу.

### 2006–2009: новий склад,Sky Eats Airplane, гастролі та вихід Кенні Шика та Джеррі Роуша
Лі Дак попросив Зака Ордвея, Кенні Шика та Джоно Еріксона з місцевого металкор-гурту (In Theory) приєднатися до Sky Eats Airplane. Це призвело до прослуховування співаків через Myspace. Після тривалих проб вони зупинилися на Джеррі Рауші з Хемптона, штат Вірджинія. Раніше Роуш грав на барабанах у гардкор-гуртах, і це була його перша спроба виступити фронтменом. На прослуховування йому надіслали інструментальні версії треків «Giants In The Ocean» і «Long Walks On Short Bridges» для запису вокалу. Після створення Sky Eats Airplane було підписано дистриб'юторську угоду з Thriving Records, де вони перевидали альбом Everything Perfect on The Wrong Day, а згодом підписали контракт з Equal Vision Records.
На початку 2008 року гурт разом із продюсером Браяном Мактернаном (Circa Survive, Thrice, The Bled, Senses Fail) увійшов до Salad Days Studios у Балтиморі, щоб записати однойменний наступний альбом. Альбом вийшов 22 липня 2008 року через Equal Vision Records.
Протягом кінця 2008 року та перших шести місяців 2009 року вони постійно гастролювали по країні, також брали участь у Warped Tour 2008.
11 січня 2009 року покинув гурт, щоб зосередитися на сімейних справах. Його замінив Тревіс Орбін (раніше учасник гурту Periphery).
У липні 2009 року Sky Eats Airplane опублікували заяву, в якій говорилося, що розійшлися зі своїм вокалістом Джеррі Роушем, посилаючись на творчі розбіжності.

### 2009–2010: два нових учасника,The Sound of Symmetryта вихід Джоно Еріксона та Браяна Циммермана
У грудні 2009 року Sky Eats Airplane опублікували блог, в якому повідомили, що, переглянувши понад 1000 повідомлень, вони знайшли двох нових учасників: Брайана Циммермана та Еліота Коулмана. Блог також був зустрінутий негативною реакцією, оскільки вони оголосили, що Джоно точно покине гурт, і його замінить Коулман. Вони зіграли перший концерт із новим вокалістом Браяном Циммерманом і новим басистом у The Pulse у Берліні, штат Меріленд, разом із On Repeat, товаришами по лейблу Equal Vision Life. Гурт випустив мініальбом під назвою The Sound of Symmetry у квітні 2010 року разом із Тейлором Ларсоном з Oceanic Recording у Бетесді, штат Меріленд, і запланував кілька дат туру та гастролював протягом усього 2010 року. Через кілька днів після оголошення про те, що вони планують випустити новий матеріал, але планують зробити невелику перерву, новий вокаліст Брайан Циммерман оголосив про свій вихід з неназваних причин.

### Перерва та інші проєкти
У грудні 2010 року Луїс Дабук з The Secret Handshake заявив, що Зак Ордвей, Елліот Коулман і Тревіс Орбін стали учасниками метал-гурту Луїса Of Legends і їхній тур по США був підтверджений навесні 2011 року. У той час Елліот Коулман брав участь у трьох проєктах: Of Man Not Of Machine (за участю Міші Мансура з Periphery), Zelliack (соул/R&B/джазовий сайд-проєкт із Заком Ордвеєм) і прогресив-метал-гурту Tesseract, але він вийшов з Tesseract в червні 2012 року. Зак Ордвей і Тревіс Орбін є учасниками проєкту «Alien Metal» під назвою Killtrox and the Motherships. Коли його запитали, чи Sky Eats Airplane розпалися, Коулман відповів: «Не офіційно, але це точно не є пріоритетом для жодного з нас. Зараз ми всі в різних гуртах», «Ми зробимо невелику перерву».
7 листопада 2012 року Лі Дак оновив статус Sky Eats Airplane у Facebook, щоб повідомити шанувальникам, що відбувається з гуртом.
«Привіт, хлопці, це Лі Дак. Багато хто з вас цікавиться поточним станом гурту. У нас було кілька спроб записати нову музику разом, але з різних причин ми не змогли втілити їх у життя останнім часом. Я не кажу „ніколи“, але зараз я занурений в роботу з моєю світловою компанією Duck Lights, а Зак і Елліот займаються Zelliack. Ми також обговорювали, хто буде співати, якщо ми знову будемо випускати музику, і це трохи підірвало наш імпульс. Я прошу вибачення за те, що так довго тримав вас, хлопці, в невіданні».

## Склад гурту
| Остаточний склад - Браян Циммерман – вокал (2009–2011) - Зак Ордвей – соло-гітара, клавішні, програмування (2006–2011) - Лі Дак – ритм-гітара (2006–2011), клавішні, синтезатори, програмування, фортепіано, перкусія, струнні, бек-вокал (2005–2011); соло-гітара, бас, барабани (2005–2006) - Елліот Коулман – бас, бек-вокал (2009–2011) - Тревіс Орбін – барабани, перкусія (2009–2011) | Колишні учасники - Брек Кантрелл – вокал, ритм-гітара, клавішні, синтезатори, програмування, фортепіано, бас, барабани, перкусія (2005–2006) - Джоно Еріксон – бас (2006–2009) - Кенні Шик – барабани, перкусія (2006–2009) - Джеррі Рауш – вокал (2006–2009) |

Шкала

## Дискографія

### Студійні альбоми
| Назва                               | Деталі альбому                                                                                   | Позиції в чартах | Позиції в чартах | Позиції в чартах |
| Назва                               | Деталі альбому                                                                                   | US               | US Heat          | US Indie         |
| ----------------------------------- | ------------------------------------------------------------------------------------------------ | ---------------- | ---------------- | ---------------- |
| Everything Perfect on the Wrong Day | - Вийшов: 6 серпня 2006 - Лейбл: Thriving Records/Tragic Hero - Формат: CD, цифрове завантаження | —                | —                | —                |
| Sky Eats Airplane                   | - Вийшов: 22 липня 2008 - Лейбл: Equal Vision Records - Формат: CD, цифрове завантаження         | 172              | 6                | 27               |

### Мініальбоми
| Назва                 | Деталі мініальбому                                                                    |
| --------------------- | ------------------------------------------------------------------------------------- |
| The Sound of Symmetry | - Вийшов: 13 квітня 2010 - Лейбл: Equal Vision Records - Формат: цифрове завантаження |

### Музичні кліпи
| Рік  | Пісня     | Альбом            |
| ---- | --------- | ----------------- |
| 2009 | «Numbers» | Sky Eats Airplane |

### Неальбомні сингли
| Рік  | Пісня                         | Тривалість |
| ---- | ----------------------------- | ---------- |
| 2009 | Nookie (кавер на Limp Bizkit) | 5:35       |